# Idola tribus
Les Idola tribus (au singulier, Idolum tribus) sont un type de sophisme. Le concept, habituellement traduit « Idoles de la Tribu », se réfère à la tendance de la nature humaine à préférer certains types de conclusions erronées. Inventé par Francis Bacon dans le Novum Organum, il sert au philosophe à argumenter en faveur d'une méthodique scientifique rigoureuse pour fonder la science moderne.

## Concept
Les Idoles de la Tribu font partie des quatre idoles décrites par Bacon. Les Idola tribus sont « les Idoles et les fausses notions qui sont maintenant en possession de l'entendement humain, et qui y ont pris racine profonde, pas seulement pour l'esprit des hommes dérangés pour lesquels la vérité ne peut guère trouver d'entrée, mais après même que l'accès est obtenu, elles sont de nouveau dans l'instauration même des sciences à nous rencontrer et nous troubler, à moins que les hommes avertis du danger ne se fortifient autant qu'ils puissent contre leurs agressions ».
Les trois autres Idoles sont les Idola specus, (les Idoles de la Caverne, provoquées par l'une des particularités personnelles et expériences), Idola fori (les Idoles de la Place du Marché, causées par le langage) et les idola theatri (les Idoles du Théâtre, causées par les philosophes).

« Les Idoles de la Tribu ont leur fondement dans la nature humaine elle-même, et dans la tribu ou la race des hommes. Car c'est une affirmation fausse selon laquelle le sens de l'homme est la mesure des choses. Au contraire, toutes les perceptions aussi bien des sens que de l'esprit sont selon la mesure de l'individu et non selon la mesure de l'univers. Et la compréhension humaine est comme un faux miroir qui, recevant des rayons irrégulièrement, déforme et décolore la nature des choses en mélangeant sa propre nature avec elle.[réf. nécessaire] »

Et donc dans cette catégorie se retrouvent des cas de personnes qui sont induites en erreur par l'anthropomorphisme. De manière plus détaillée, Bacon a énuméré plusieurs de ces obstacles à la science, qui font partie de la nature humaine, et viennent dans cette catégorie :
- « La compréhension humaine est de par sa propre nature, encline à supposer l'existence de plus d'ordre et de régularité dans le monde qu'il ne s'y trouve. »[2]
- « La compréhension humaine lorsqu'elle a adopté une opinion (soit comme étant l'opinion reçue, soit comme étant agréable en elle-même) attire toutes autres choses qui la soutiennent et la corroborent. »[3]
- « La compréhension humaine est émue le plus fortement par les choses frappantes qui entrent dans l'esprit simultanément et soudainement, et ainsi emplissent l'imagination ; et puis elle feint et suppose que toutes les autres choses sont en quelque sorte, bien qu'elle ne puisse voir comment, semblables à ces quelques choses qui l'entourent. »[4]
- « La compréhension humaine est inquiète ; elle ne peut s'arrêter ou se reposer, et encore presse en avant, mais en vain. C'est pourquoi nous ne pouvons concevoir de fin ou de limite au monde mais, toujours comme par nécessité, il nous paraît qu'il y a quelque chose au-delà. »[5] Bacon donne comme exemple la doctrine aristotélicienne de la cause finale qui, dit-il, a « une relation claire à la nature de l'homme plutôt qu'à la nature de l'univers ; et à partir de cette source a étrangement contaminé la philosophie. »
- « La compréhension humaine n'est pas claire et impartiale mais reçoit une infusion de la volonté et des affections ; de là procèdent les sciences que nous appellerions les "sciences comme on peut". Car l'homme croit plus facilement à ce qu'il préfère être vrai. »[6]
- « Mais de loin, le plus grand obstacle et la plus grande aberration à la compréhension humaine provient de la médiocrité, de l'incompétence, et des duperies des sens ; en ce que les choses qui frappent le sens l'emportent sur les choses qui ne le frappent pas immédiatement, même si elles sont plus importantes. »[7]
- « La compréhension humaine est par nature encline aux abstractions et donne substance et réalité à des choses qui sont fugaces. »[8]

Bacon a dit que les Idoles de la Tribu « prennent leur racine soit dans l'homogénéité de la substance de l'esprit humain, ou de sa préoccupation, ou à partir de son étroitesse, ou à partir de son agitation, ou à partir d'une infusion des affections, ou de l'incompétence des sens, ou à partir du mode d'impression ».